# アメリカグリ
アメリカグリ（学名 : Castanea dentata 、英名 : American Chestnut）は、アメリカ合衆国東海岸原産のブナ科の落葉高木。高さ最大 30m、幹の直径 3mに達する。果実は食用となり、材は堅いため昔から先住民が用いてきた。
病害虫に弱いため、近年はクリ胴枯病によって危機に瀕している。

## 画像

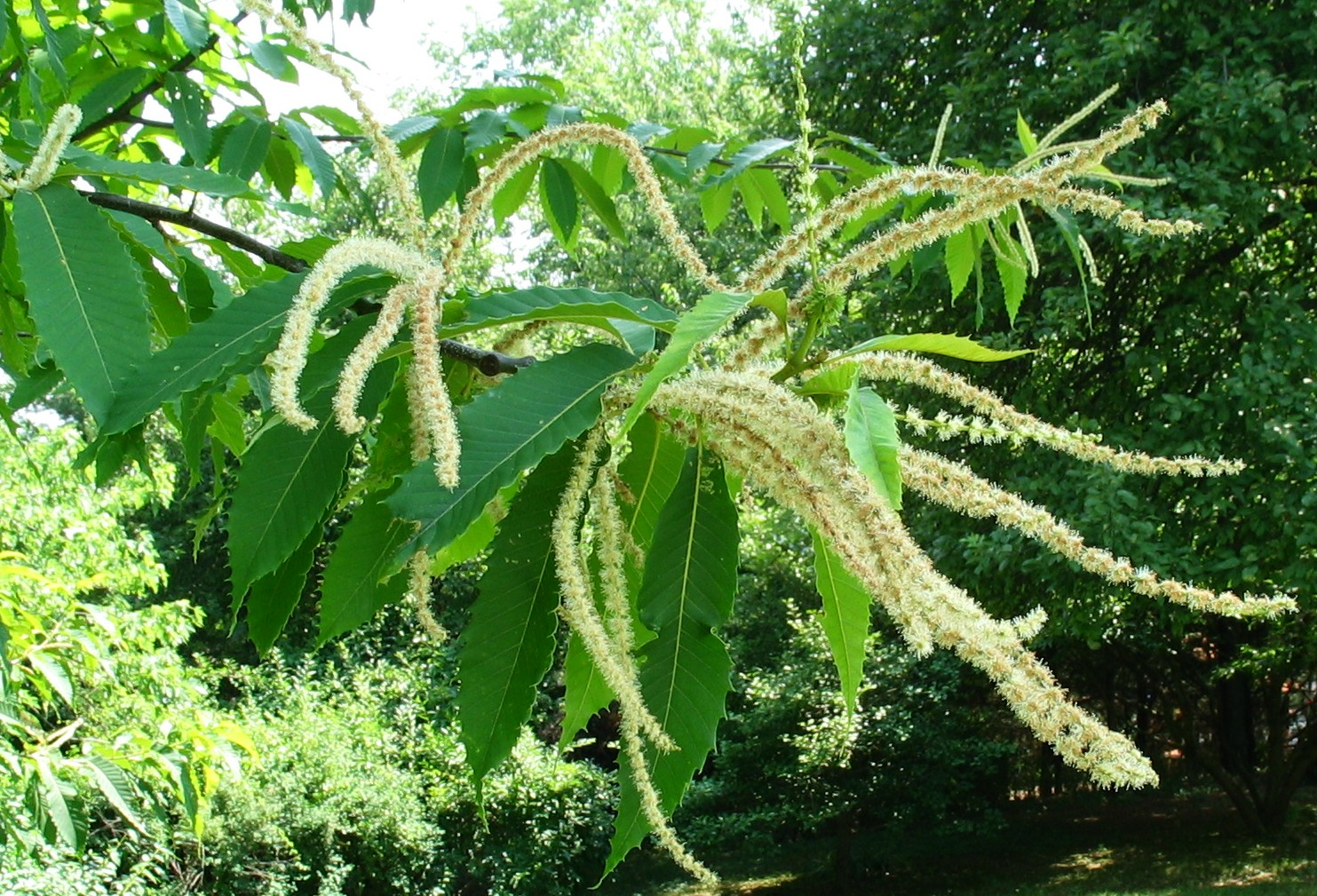
アメリカグリの花
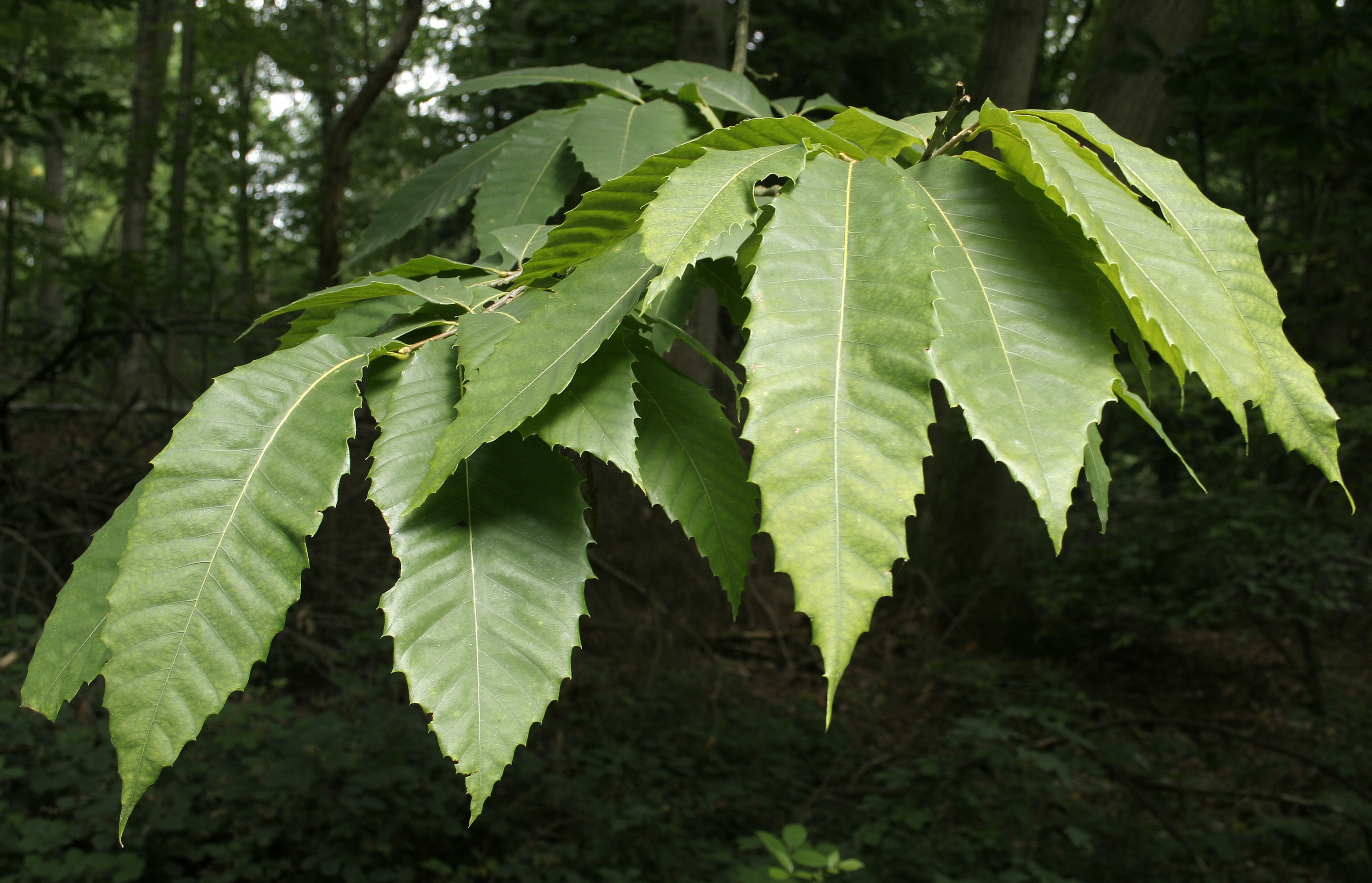
アメリカグリの葉
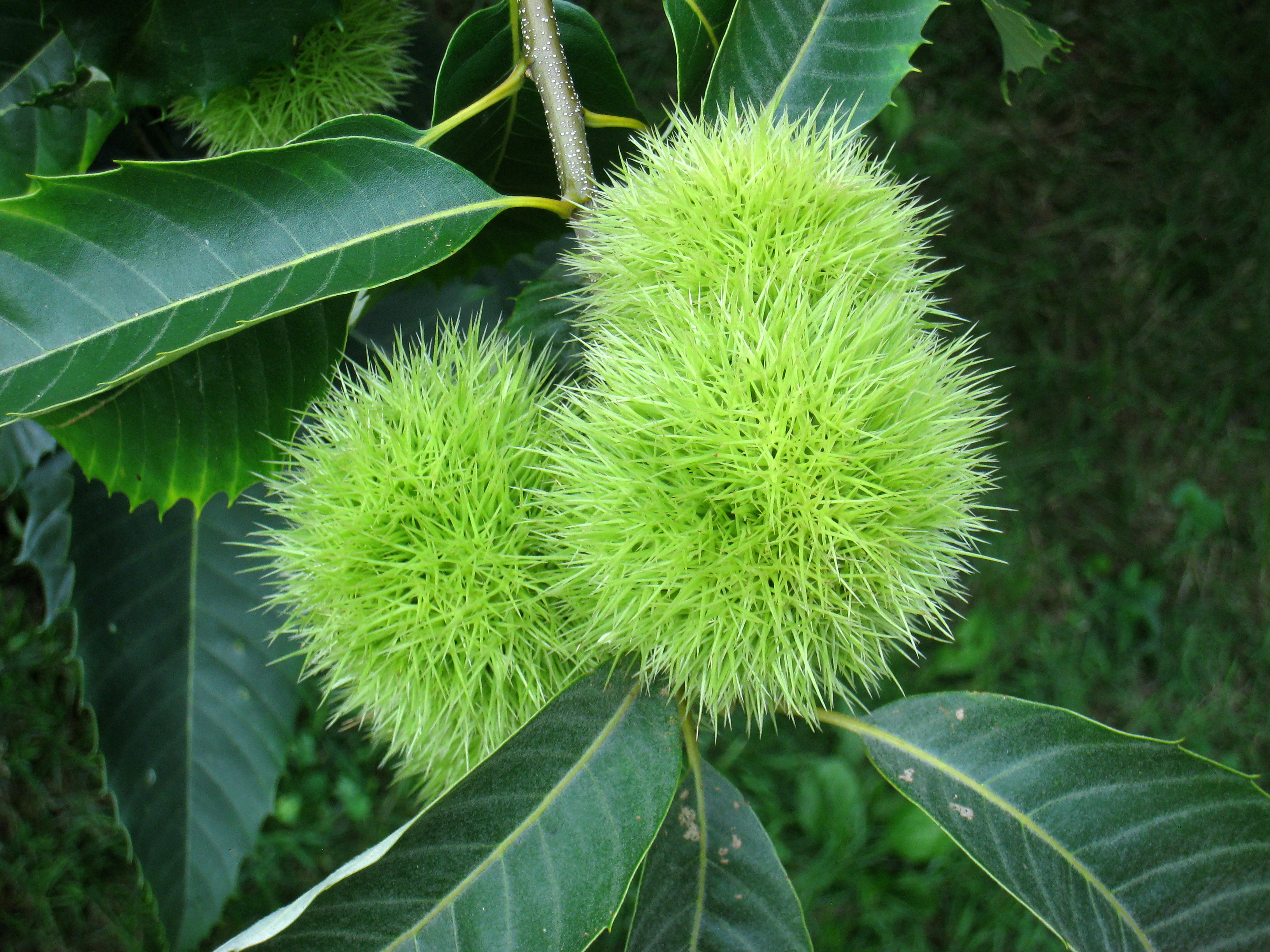
アメリカグリの若い果実
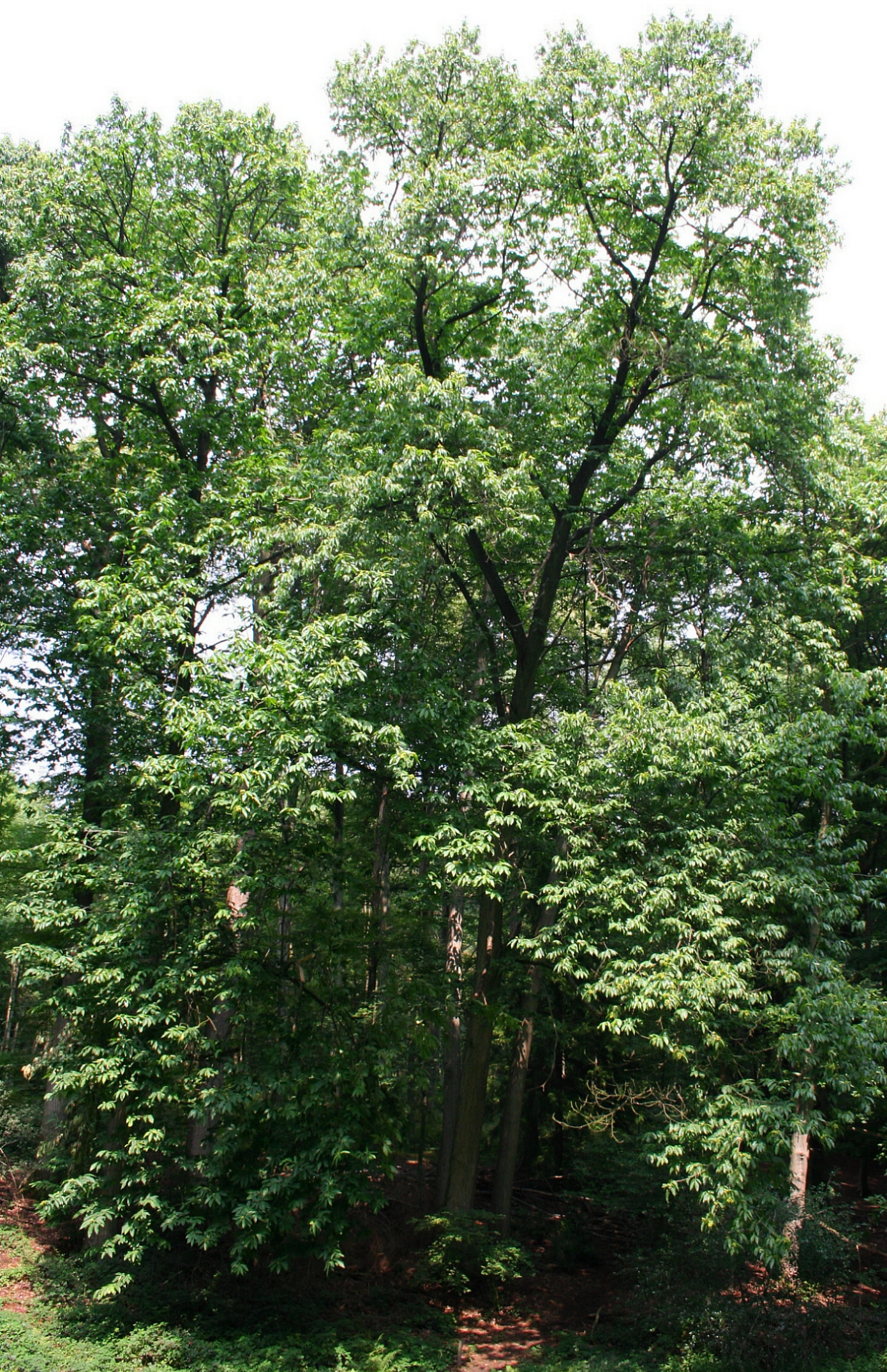
アメリカグリの大木
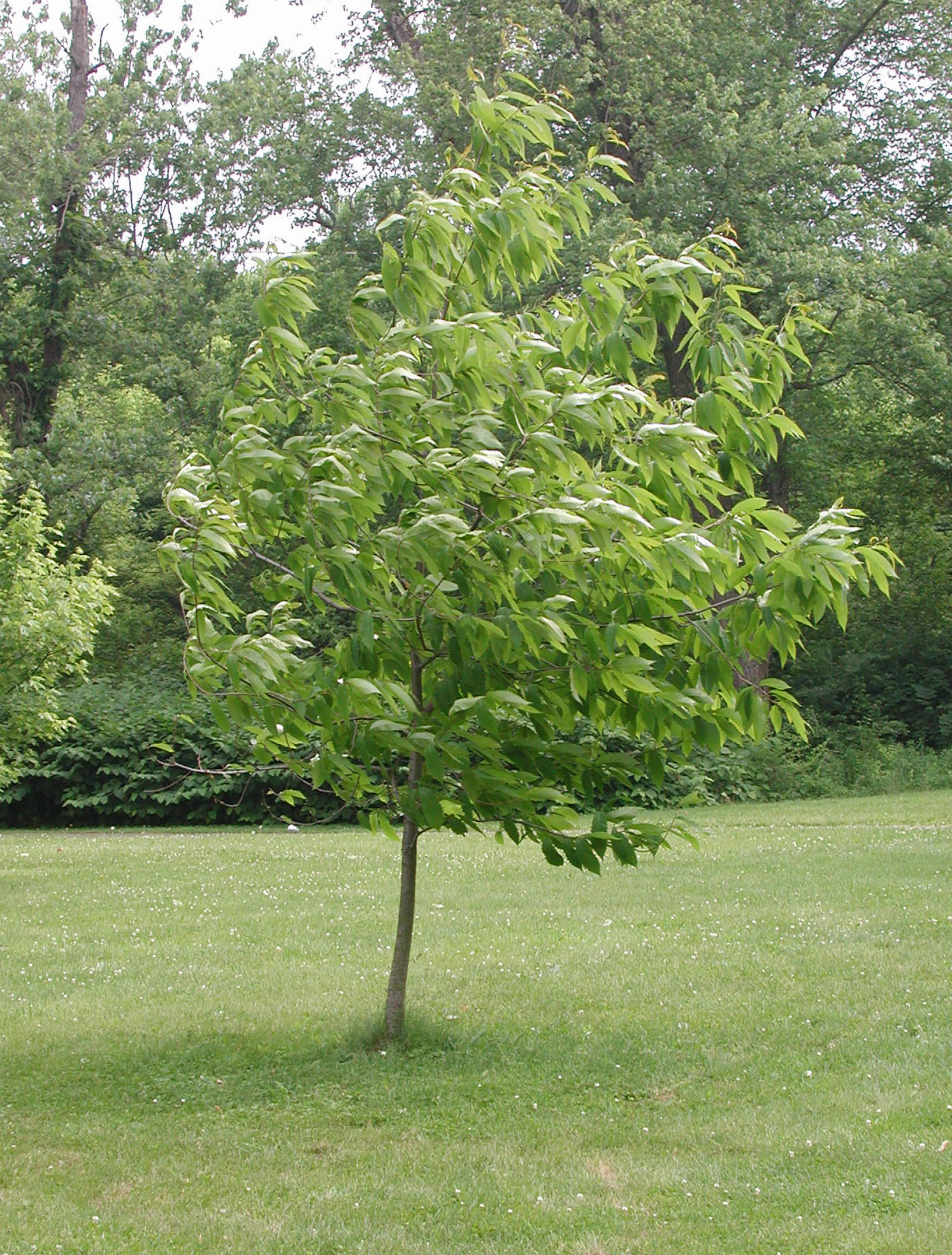
アメリカグリの若木
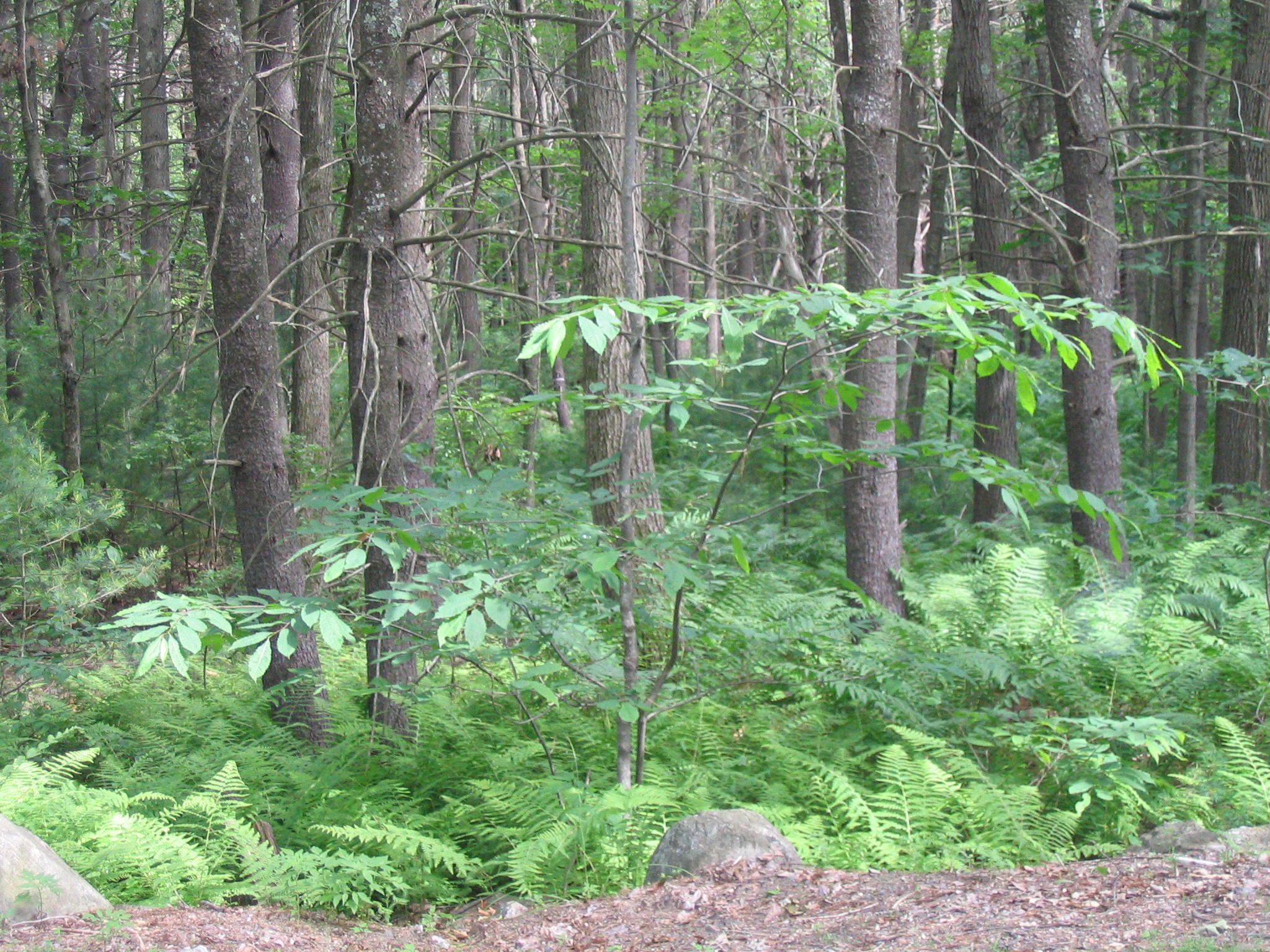
アメリカグリの林
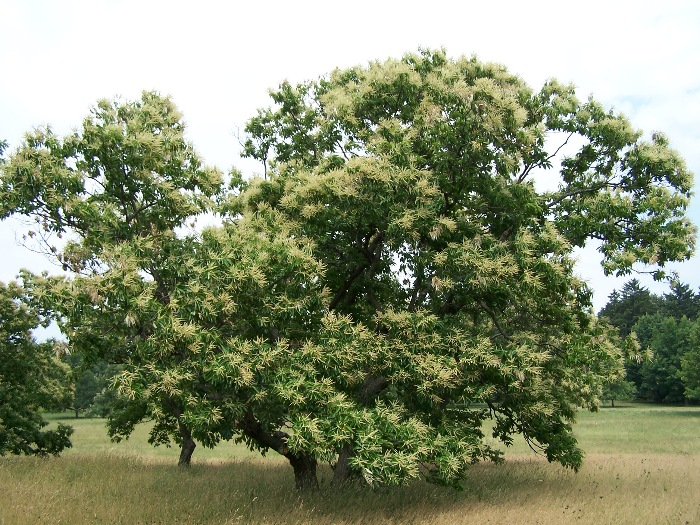
花期のアメリカグリ
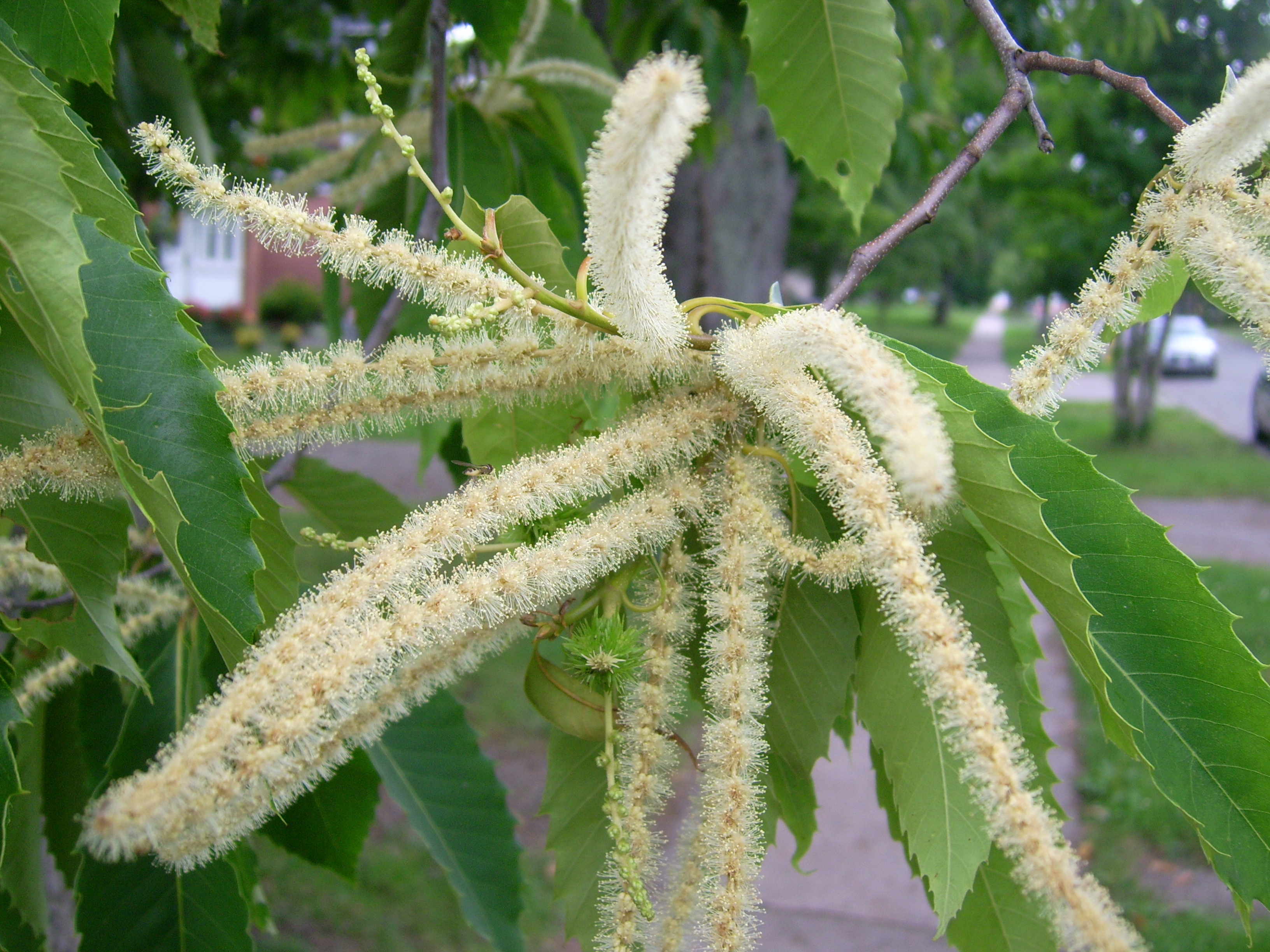
アメリカグリの花